# ピョートル・チャーダーエフ

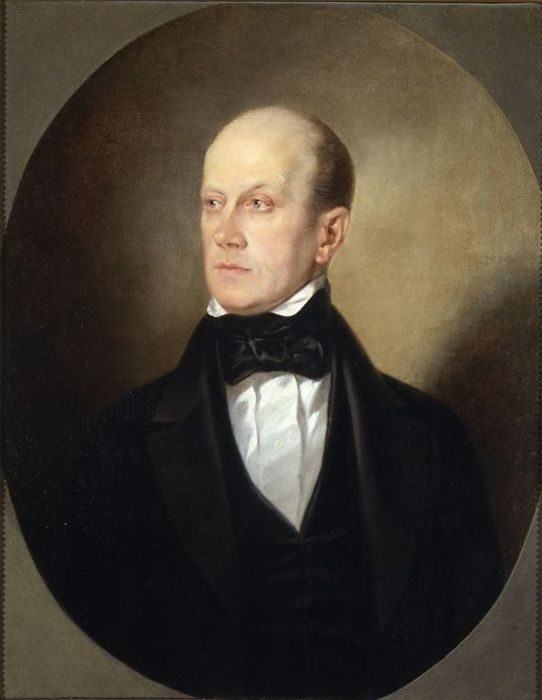
チャーダーエフ／Ш. Козима筆

ピョートル・ヤコヴレヴィチ・チャーダーエフ（Пётр Я́ковлевич Чаада́ев、1794年6月7日-1856年4月26日）は、19世紀のロシアの貴族、哲学者。母方の祖父は歴史家のミハイル・シチェルバトフ。

## 生涯
モスクワの古い貴族の家系に生まれる。早くに両親を亡くし孤児となり、兄とともに母方の叔母の家で養育され、叔父（D・M・シチェルバートフ）に教育された。1807年から1811年にモスクワ大学で学び、グリボエードフや後にデカブリストとなるN・I・トゥルゲーネフやI・D・ヤクーシキンなどと友人になる。1812年に叔父が勤務しているセミョーノフスキー近衛連隊に入隊、ボロジノの戦いをはじめとしたナポレオン戦争に従軍し、ヨーロッパ各地に転戦。聖アンナ勲章とプロイセンのクルム十字章を受章。1816年にツァールスコエセローに駐屯し、歴史家のカラムジンや詩人のプーシキンと知り合う。1820年のセミョーノフスキー連隊反乱事件を機に軍務を退く。1823年から1826年まで、ヨーロッパ各地を遊学し帰国後はモスクワに住んだ。
デカブリストの乱が鎮圧され、皇帝ニコライ1世による厳重な警戒と抑圧的な検閲制度の中、チャーダーエフは以前から自分一人で考えてきた歴史哲学を発表しようと決意する。まず1829年にE・D・パンコヴァ（Е. Д. Панкова）あてに出された「哲学書簡　Философские письма」で思想が展開され、1836年にその書簡が『望遠鏡　Телескопа』誌に掲載された。哲学書簡への反響は激しく、そのロシアに対する絶望や悲観主義、農奴制やロシア正教への非難を恐れて、ニコライ1世は『望遠鏡』誌を廃刊させ『哲学書簡』を禁書にするだけでなく、勅令を出してチャーダーエフを狂人と宣告した。執筆を禁じられ医者が毎週診察し監視されたが、知的自由のための殉教者として名声は広まり、ロシア人だけでなく外国人までもが彼のサロンを訪れた。1837年にチャーダーエフは「ある狂人の弁明　Апология сумасшедшего」を執筆している。政治的反対者からも尊敬される独立した思想家であり、誇り高い反抗者としての姿勢を変えず、しかし当時のロシアでは為すところなく世を去った。
友人のプーシキンは「チャーダーエフはローマに生まれたらブルータス、アテネならペリクレスといったところだが、ロシアでは軽騎兵の一将校である」と惜しみ、2つの詩を捧げている。18歳年下のアレクサンドル・ゲルツェンとは1840年から親しくなり、1851年に国外で発行されたゲルツェンの『ロシアにおける革命思想の発達について Du développement des idées révolutionnaires en Russie』の中でチャーダーエフへの情熱的な賞賛が表明された。

## 思想と影響
ヨーロッパ滞在中にジョゼフ・ド・メーストルやボナール、シェリングの哲学を知り、ローマ・カトリックの普遍主義と歴史に果たした役割に感銘を受けて帰国する。チャーダーエフはデカブリストの友人たちが処刑・投獄された後のロシアの現状や今までのロシア史を顧みて、ロシア人が大種族に属さず、西洋にも東洋にも属さず、その過去は暗黒であり、その文化は借物と模倣の産物である、と考えた。ロシアは蒙昧で時間の外に立ち、他の人類に教訓を与えるためにのみ存在する。
チャーダーエフはキリスト教の歴史性を主張し、地上に神の国を求めた。「天国への道は祖国を通らずに、真理を通っていく」「私はピョートル大帝が教えてくれた流儀で祖国を愛する」と宣言した彼を、ゲルツェンは「神秘家に転向したデカブリスト」と呼んだ。この主題はウラジーミル・ソロヴィヨフに伝えられ、発展させられた。
その過去においてロシア人が無能でありその歴史に偉大さが欠けていたことは、チャーダーエフにとってはロシアの未来の可能性・潜在能力を保証するものと考えられた。こうした逆転の発想、ロシアの神秘的な使命への信念はスラヴ主義者やナロードニキのような社会主義者にさえ継承された。
チャーダーエフはロシア貴族とポーランド貴族で構成されるフリーメイソンロッジ「les Amis réunis」に加入していたが、彼は神秘主義的傾向のあるこのロッジに長くは在籍しなかった。「誠実にして思慮深い、人を満足させるような力強いものを何一つ含んでいなかった」ことが退会理由のようである。